# Иранская ассоциация политических наук
Иранская ассоциация политических наук (перс. انجمن علوم سیاسی ایران‎) — одно из научных обществ Ирана, созданное для развития политической науки в стране.

## История
Иранская ассоциация политических наук основана в 2003 г. Целью Ассоциации является повышение научного уровня её членов, качественное развитие специалистов, а также оптимизация образовательного процесса и исследовательской работы в сфере политических наук и смежных с ними областях. Ассоциация находится в ведении  Министерства науки, исследований и технологий и стремится создать необходимую среду для специалистов в области политических наук и международных отношений.

## Обязанности и сфера деятельности Ассоциации
1. Проведение исследований в области науки и культуры на национальном и международном уровнях

2. Сотрудничество с исполнительными органами власти и научно-исследовательскими организациями в оценке, пересмотре и реализации образовательных и научно-исследовательских проектов и программ, связанных с областью деятельности Ассоциации

3. Стимулирование исследователей и чествование выдающихся учёных

4. Предоставление образовательных и исследовательских услуг

5. Проведение конференций на национальном, региональном и международном уровнях

6. Публикация научных книг и периодических изданий

К числу печатной продукции Ассоциации относятся научный журнал «Политические науки» и «Вестник Ассоциации».

## Конференции и заседания
1. Заседание «Мир и междисциплинарные исследования»

2. Конференция «Социальный капитал и национальная идентичность»

3. Заседание «Необходимые условия диалога»

4. Хабермас и модерн

5. Политические процессы и будущее изменений в Египте

6. Проблемы политической науки в стране

7. Конференция «Определение понятия “умеренность”

8. Рецензия на книгу Сари‘ ал-Калама

9. Рецензия на книгу «Парламент и политика в Иране»

## Научные комитеты
— Политической социологии

— Студенческий

— Информационный

— Политической мысли

— Политэкономии

— Внешних связей

— Международных отношений

— Региональных исследований

— Внешней политики

— Методологический

## Семинары Ассоциации
— Продвинутый поиск в интернете

— Подготовка исследовательских планов

— Футурологические исследования

— Искусство перевода

— Искусство ведения международных переговоров

— Критическое мышление